# El Dorado (programa de televisión)
El Dorado fue un reality show peruano, adaptado del formato estadounidense The Amazing Race y el formato latinoaméricano Conquistadores del fin del mundo, producido por Latina y Promofilm. Salió al aire por primera vez el 23 de octubre de 2017, después de haber sido completamente grabado en 14 destinos distintos y similares de todo el mismo país Perú y editado en Argentina.

## Estructura

### Animadores
El anfitrión fue Ismael La Rosa.

### Temática
Los concursantes, gente de la farándula peruana, actores, cantantes y modelos, son abandonados durante 52 días en 14 destinos distintos y similares de todo el mismo país Perú por la costa, sierra y selva, donde deberán sortear diferentes pruebas de supervivencia, turismo y búsquedas hacia el tesoro perdido, que incluyen comer platos muy exóticos, como por ejemplo insectos.
Se dividen en dos grupos, uno ubicado en la tribu Sinchís y otro en la tribu Urcos.

## Participantes
| Etapa 2 (Fusión Amauta) | Etapa 2 (Fusión Amauta) | Etapa 2 (Fusión Amauta) | Etapa 2 (Fusión Amauta) | Etapa 2 (Fusión Amauta) | Etapa 2 (Fusión Amauta) | Etapa 2 (Fusión Amauta) | Etapa 2 (Fusión Amauta) | Etapa 2 (Fusión Amauta) | Etapa 2 (Fusión Amauta) | Etapa 2 (Fusión Amauta) | Etapa 2 (Fusión Amauta) | Etapa 2 (Fusión Amauta)                                                         | Etapa 2 (Fusión Amauta) | Etapa 2 (Fusión Amauta)                                    | Etapa 2 (Fusión Amauta)     | Etapa 2 (Fusión Amauta) |
| Participante            | Participante            | Participante            | Participante            | Participante            | Participante            | Participante            | Participante            | Participante            | Participante            | Participante            | Participante            | Participante                                                                    | Edad                    | Resultado Final                                            | Resultado anterior          |                         |
| ----------------------- | ----------------------- | ----------------------- | ----------------------- | ----------------------- | ----------------------- | ----------------------- | ----------------------- | ----------------------- | ----------------------- | ----------------------- | ----------------------- | ------------------------------------------------------------------------------- | ----------------------- | ---------------------------------------------------------- | --------------------------- | ----------------------- |
|                         |                         |                         |                         |                         |                         |                         |                         |                         |                         |                         |                         | George Forsyth Exfutbolista, político y empresario.                             | 35                      | Ganador en la búsqueda final                               |                             |                         |
|                         |                         |                         |                         |                         |                         |                         |                         |                         |                         |                         |                         | Vanessa Terkes Actriz y presentadora de televisión.                             | 39                      | 2° Lugar Compartido en la búsqueda final                   |                             |                         |
|                         |                         |                         |                         |                         |                         |                         |                         |                         |                         |                         |                         | Érick Varías Cantante, fisicoculturista y chico reality.                        |                         | 2° Lugar Compartido en la búsqueda final                   |                             |                         |
|                         |                         |                         |                         |                         |                         |                         |                         |                         |                         |                         |                         | Fabianne Hayashida Estudiante de ciencias de la comunicación y exchica reality. | 23                      | Semifinalista Eliminada En juego de equilibrio y precisión |                             |                         |
|                         |                         |                         |                         |                         |                         |                         |                         |                         |                         |                         |                         | Diego Val Cantante, actor, modelo y chico reality.                              | 31                      | 4° Lugar Con 3/5 votos                                     |                             |                         |
|                         |                         |                         |                         |                         |                         |                         |                         |                         |                         |                         |                         | Lisset Lanao Modelo y empresaria.                                               | 27                      | 12.ª Eliminada Con 4/6 votos                               |                             |                         |
|                         |                         |                         |                         |                         |                         |                         |                         |                         |                         |                         |                         | Daniela Sarfati Actriz y cantante.                                              | 43                      | 11.ª Eliminada Con 4/7 votos                               |                             |                         |
|                         |                         |                         |                         |                         |                         |                         |                         |                         |                         |                         |                         | Juan “Chiquito” Flores Exfutbolista.                                            | 41                      | 10.º Eliminado Con 5/8 votos                               |                             |                         |
| Etapa 1                 |                         |                         |                         |                         |                         |                         |                         |                         |                         |                         |                         |                                                                                 |                         |                                                            |                             |                         |
|                         |                         |                         |                         |                         |                         |                         |                         |                         |                         |                         |                         | Germán Loero Actor.                                                             | 38                      | 9.º Eliminado Con 4/5 votos                                | 2.º Eliminado Con 4/8 votos |                         |
|                         |                         |                         |                         |                         |                         |                         |                         |                         |                         |                         |                         | Miguel Vergara Actor.                                                           | 40                      | 8.º Eliminado Con 5/9 votos                                |                             |                         |
|                         |                         |                         |                         |                         |                         |                         |                         |                         |                         |                         |                         | Karla Medina Actriz.                                                            | 33                      | 7.ª Eliminada Con 3/5 votos                                |                             |                         |
|                         |                         |                         |                         |                         |                         |                         |                         |                         |                         |                         |                         | Flavio Solórzano Chef profesional y empresario.                                 | 43                      | 6.º Eliminado Con 4/5 votos                                |                             |                         |
|                         |                         |                         |                         |                         |                         |                         |                         |                         |                         |                         |                         | Fiorella Cayo Actriz, exbailarina y cantante.                                   | 37                      | 5.ª Eliminada Con 4/6 votos                                |                             |                         |
|                         |                         |                         |                         |                         |                         |                         |                         |                         |                         |                         |                         | Wendy Sulca Cantautora, actriz y modelo.                                        | 21                      | 4.ª Eliminada Con 4/6 votos                                |                             |                         |
|                         |                         |                         |                         |                         |                         |                         |                         |                         |                         |                         |                         | Franco Chiesa Cantante, YouTuber y Campeón panaméricano de BeatBox.             |                         | 3.er Eliminado Con 5/7 votos                               |                             |                         |
|                         |                         |                         |                         |                         |                         |                         |                         |                         |                         |                         |                         | Areliz Benel Actriz.                                                            | 28                      | 1.ª Eliminada Con 4/8 votos                                |                             |                         |

Notas
1. ↑  Después de haber sido eliminado el día 14, Germán reingresa el día 50.
2. ↑  Vanessa debido a problemas de salud no pudo ingresar a votar en el consejo de eliminación, por lo que ahora con 4 votos vs 1 de 6, Wendy pasó a ser eliminada en el cuarto consejo.

## Fases de la competencia

### Equipos
| Semana:      | 1 - 9                        | 1 - 9                        | 10 - Final           |
| ------------ | ---------------------------- | ---------------------------- | -------------------- |
| Equipos:     | Tribu Sinchís                | Tribu Urcos                  | Amautas              |
| Integrantes: | Daniela Sarfati              | Areliz Benel                 | Daniela Sarfati      |
| Integrantes: | Érick Varías                 | Diego Val                    | Diego Val            |
| Integrantes: | Fabianne Hayashida           | Franco Chiesa                | Érick Varías         |
| Integrantes: | Fiorella Cayo                | Lisset Lanao                 | Fabianne Hayashida   |
| Integrantes: | Flavio Solórzano             | Juan Flores                  | George Forsyth       |
| Integrantes: | George Forsyth               | Miguel Vergara               | Juan Flores          |
| Integrantes: | Germán Loero                 | Vanessa Terkes               | Lisset Lanao         |
| Integrantes: | Karla Medina                 | Wendy Sulca                  | Vanessa Terkes       |
| Capitán:     | Semana 1 - 9: George Forsyth | Semana 1 - 9: Vanessa Terkes | Semana 10 - Final: - |

     Participante mujer.
     Participante varón.
: Capitán del respectivo equipo.

## Tabla resumen
|  |  |  | George   | Gana      | Salvado   | Gana      | Gana      | Salvado   | Salvado   | Salvado   | Gana      | Gana      | Gana      | Salvado   | Salvado   | Gana      | Finalista     | Ganador |  |  |  |  |  |  |  |  |  |  |  |  |  |  |  |  |  |  |
|  |  |  | Vanessa  | Salvada   | Gana      | Salvada   | Salvada   | Gana      | Gana      | Gana      | Salvada   | Salvada   | Salvada   | Salvada   | Gana      | Salvada   | Finalista     | Segunda |  |  |  |  |  |  |  |  |  |  |  |  |  |  |  |  |  |  |
|  |  |  | Érick    | Gana      | Salvado   | Gana      | Gana      | Salvado   | Salvado   | Riesgo    | Gana      | Gana      | Riesgo    | Salvado   | Salvado   | Gana      | Finalista     | Segundo |  |  |  |  |  |  |  |  |  |  |  |  |  |  |  |  |  |  |
|  |  |  | Fabianne | Gana      | Salvada   | Gana      | Gana      | Salvada   | Salvada   | Salvada   | Gana      | Gana      | Salvada   | Riesgo    | Riesgo    | Riesgo    | Semifinalista |         |  |  |  |  |  |  |  |  |  |  |  |  |  |  |  |  |  |  |
|  |  |  | Diego    | Salvado   | Gana      | Riesgo    | Salvado   | Gana      | Gana      | Gana      | Riesgo    | Salvado   | Salvado   | Gana      | Gana      | Eliminado |               |         |  |  |  |  |  |  |  |  |  |  |  |  |  |  |  |  |  |  |
|  |  |  | Lisset   | Salvada   | Gana      | Salvada   | Salvada   | Gana      | Gana      | Gana      | Salvada   | Salvada   | Gana      | Gana      | Eliminada |           |               |         |  |  |  |  |  |  |  |  |  |  |  |  |  |  |  |  |  |  |
|  |  |  | Daniela  | Gana      | Salvada   | Gana      | Gana      | Riesgo    | Riesgo    | Salvada   | Gana      | Gana      | Salvada   | Eliminada |           |           |               |         |  |  |  |  |  |  |  |  |  |  |  |  |  |  |  |  |  |  |
|  |  |  | Chiquito | Riesgo    | Gana      | Salvado   | Salvado   | Gana      | Gana      | Gana      | Salvado   | Riesgo    | Eliminado |           |           |           |               |         |  |  |  |  |  |  |  |  |  |  |  |  |  |  |  |  |  |  |
|  |  |  | Germán   | Gana      | Eliminado |           |           |           |           |           | Salvado   | Eliminado |           |           |           |           |               |         |  |  |  |  |  |  |  |  |  |  |  |  |  |  |  |  |  |  |
|  |  |  | Miguel   | Salvado   | Gana      | Salvado   | Riesgo    | Gana      | Gana      | Gana      | Eliminado |           |           |           |           |           |               |         |  |  |  |  |  |  |  |  |  |  |  |  |  |  |  |  |  |  |
|  |  |  | Karla    | Gana      | Salvada   | Gana      | Gana      | Gana      | Gana      | Eliminada |           |           |           |           |           |           |               |         |  |  |  |  |  |  |  |  |  |  |  |  |  |  |  |  |  |  |
|  |  |  | Flavio   | Gana      | Salvado   | Gana      | Gana      | Salvado   | Eliminado |           |           |           |           |           |           |           |               |         |  |  |  |  |  |  |  |  |  |  |  |  |  |  |  |  |  |  |
|  |  |  | Fiorella | Gana      | Riesgo    | Gana      | Gana      | Eliminada |           |           |           |           |           |           |           |           |               |         |  |  |  |  |  |  |  |  |  |  |  |  |  |  |  |  |  |  |
|  |  |  | Wendy    | Riesgo    | Gana      | Salvada   | Eliminada |           |           |           |           |           |           |           |           |           |               |         |  |  |  |  |  |  |  |  |  |  |  |  |  |  |  |  |  |  |
|  |  |  | Franco   | Salvado   | Gana      | Eliminado |           |           |           |           |           |           |           |           |           |           |               |         |  |  |  |  |  |  |  |  |  |  |  |  |  |  |  |  |  |  |
|  |  |  | Areliz   | Eliminada |           |           |           |           |           |           |           |           |           |           |           |           |               |         |  |  |  |  |  |  |  |  |  |  |  |  |  |  |  |  |  |  |

     Participante mujer.
     Participante varón.
- Semana 1 - 9:

     Participante del equipo Rojo, correspondiente a la Tribu Urcos.
     Participante del equipo Azul, correspondiente a la Tribu Sinchís.
- Semana 10 - 14:

     Participante en competencia individual, correspondiente al símbolo insignia Amauta.
Competencia en equipos (Semana 1-9)
     El participante gana junto a su equipo la competencia por la inmunidad y queda inmune.
     El participante pierde junto a su equipo la competencia por la inmunidad, pero no estuvo en riesgo de quedar eliminado.
     El participante gana el "Talismán" y es inmune.
     El participante pierde junto a su equipo la competencia por la inmunidad y estuvo en riesgo de quedar eliminado de la competencia.
     El participante pierde junto a su equipo la competencia por la inmunidad y estuvo en riesgo, y posteriormente es eliminado de la competencia.
     El participante abandona la competencia.
Competencia individual (Semana 10-13)
     El participante gana la competencia y queda inmune.
     El participante pierde la competencia, pero no estuvo en riesgo de quedar eliminado.
     El participante pierde la competencia, y estuvo en riesgo de quedar eliminado de la competencia.
     El participante pierde la competencia, y estuvo en riesgo, y posteriormente es eliminado de la competencia.
Semifinal y Final
     El participante es semifinalista, no es eliminado en el consejo y posteriormente se convierte en finalista.
     El participante obtiene el tercer lugar.
     El participante obtiene el lugar el segundo lugar de la competencia.
     El participante obtiene el primer lugar de la competencia.

## Votos del «Consejo de eliminación»
| Participante | Participante | Participante | Semana          | Semana            | Semana    | Semana           | Semana          | Semana            | Semana                | Semana          | Semana           | Semana              | Semana             | Semana              | Semana       | Semana         | Semana         | Semana |
| Participante | Participante | Participante | Equipos         | Equipos           | Equipos   | Equipos          | Equipos         | Equipos           | Individuales          | Individuales    | Individuales     | Individuales        | Individuales       | Individuales        | Individuales | Finales        | Finales        |        |
| Participante | Participante | Participante | 1               | 2                 | 3         | 4                | 5               | 6                 | 7                     | 8               | 9                | 10                  | 11                 | 12                  | 13           | SF             | F              |        |
| ------------ | ------------ | ------------ | --------------- | ----------------- | --------- | ---------------- | --------------- | ----------------- | --------------------- | --------------- | ---------------- | ------------------- | ------------------ | ------------------- | ------------ | -------------- | -------------- | ------ |
|              |              | Marcela      | —               | Renato            | —         | —                | —               | Paulo             | Paulo                 | Paulo           | Rocio            | Constanza           | Cristina           | Ronny               | —            | —              | Ganadora       |        |
|              |              | Fabricio     | —               | Danitza           | —         | —                | —               | María L.          | Renato                | Carlos          | Carlos           | Constanza           | Cristina           | Marcela             | —            | —              | Segundo        |        |
|              |              | Janis        | —               | Danitza           | —         | —                | —               | María L.          | Paulo                 | Paulo           | Carlos           | Constanza           | Rocío              | Ronny               | —            | Tercera        |                |        |
|              |              | Rocío        | César           | —                 | —         | Javier           | César           | —                 | Renato                | Carlos          | Carlos           | Constanza           | Cristina           | Marcela             | —            |                |                |        |
|              |              | Ronny        | César           | —                 | —         | Javier           | César           | —                 | Renato                | Carlos          | Carlos           | Constanza           | Cristina           | Marcela             |              |                |                |        |
|              |              | Cristina     | César           | —                 | —         | Javier           | César           | —                 | Renato                | Paulo           | Carlos           | Constanza           | Janis              | Ronny               |              |                |                |        |
|              |              | Constanza    | Moyenei         | —                 | —         | Javier           | Rocío           | —                 | Paulo                 | Paulo           | Rocío            | Rocío               | Janis              |                     |              |                |                |        |
|              |              | Carlos       | —               | Renato            | —         | —                | —               | María L.          | Paulo                 | Paulo           | Ronny            | Rocío               |                    |                     |              |                |                |        |
|              |              | Paulo        | —               | Danitza           | —         | —                | —               | María L.          | Renato                | Carlos          | Carlos           |                     |                    |                     |              |                |                |        |
|              |              | Renato       | —               | Danitza           | —         | —                | —               | María L.          | Paulo                 |                 |                  |                     |                    |                     |              |                |                |        |
|              |              | María L.     | —               | Danitza           | —         | —                | —               | Janis             |                       |                 |                  |                     |                    |                     |              |                |                |        |
|              |              | César        | Moyenei         |                   | —         | Javier           | Ronny           |                   |                       |                 |                  |                     |                    |                     |              |                |                |        |
|              |              | Javier       | César           | —                 | —         | Constanza        |                 |                   |                       |                 |                  |                     |                    |                     |              |                |                |        |
|              |              | Moyenei      | César           | —                 | —         |                  |                 |                   |                       |                 |                  |                     |                    |                     |              |                |                |        |
|              |              | Danitza      | —               | Janis             |           |                  |                 |                   |                       |                 |                  |                     |                    |                     |              |                |                |        |
|              |              | Arturo       | [ n 1 ]         |                   |           |                  |                 |                   |                       |                 |                  |                     |                    |                     |              |                |                |        |
| Bienestar:   | Bienestar:   | Bienestar:   | Tribu Norte     | Tribu Sur         | Tribu Sur | Tribu Norte      | Tribu Sur       | Tribu Sur         | Fabricio              | Fabricio        | Fabricio         | Ronny               | Cristina           | Fabricio            | Fabricio     |                |                |        |
| Inmunidad:   | Inmunidad:   | Inmunidad:   | Tribu Sur       | Tribu Norte       | Tribu Sur | Tribu Sur        | Tribu Sur       | Tribu Norte       | Fabricio              | Fabricio        | Janis            | Fabricio            | Ronny              | Janis               |              |                |                |        |
| Talismán:    | Talismán:    | Talismán:    | Cristina        | Marcela           | César     | César            | Cristina        | Fabricio          |                       |                 |                  |                     |                    |                     |              |                |                |        |
| Eliminado:   | Eliminado:   | Eliminado:   | César 5/7 votos | Danitza 5/8 votos | Moyenei   | Javier 5/6 votos | César 3/5 votos | María L 5/7 votos | (*) Renato 5/10 votos | Paulo 5/9 votos | Carlos 6/9 votos | Constanza 6/8 votos | Cristina 4/7 votos | (*) Ronny 3/6 votos | Rocío        | Sin eliminados | Sin eliminados |        |

1. ↑  Abandona en la respectiva semana, horas/días después de la nominación en la debía votar.
2. ↑  Durante la semana 3 no hubo proceso de eliminación debido a que Moyenei abandonó la competencia.

     Participante mujer.
     Participante varón.
- Semana 1 - 9:

     Participante del equipo Rojo, correspondiente a la Tribu Urcos.
     Participante del equipo Azul, correspondiente a la Tribu Sinchís.
- Semana 10 - Final:

     Participante en competencia individual, correspondiente al símbolo insignia Amauta.
Competencia:
- (*) Debió decidir el inmune de la semana, por producirse un empate.